# Assassin's Creed: Embers
(Ezio Auditore da Firenze)
Assassin's Creed: Embers è un cortometraggio d'animazione del 2011, che prosegue le vicende narrate nel videogioco Assassin's Creed: Revelations e preannuncia gli eventi di Assassin's Creed Chronicles: China.

## Trama
Nel 1521, anni dopo le sue avventure a Costantinopoli e ormai anziano, l'Assassino Ezio Auditore si è stabilito in una villa nelle campagne toscane assieme alla moglie, Sofia Sartor, e i suoi due figli Flavia e Marcello.
Un giorno nella sua dimora si presenta un'Assassina, Shao Jun, proveniente dalla Cina, in cerca di aiuto per salvare la sua gente e il ramo cinese dell'Ordine. Ezio si rifiuta di aiutarla, ma la lascia comunque rimanere. Il giorno dopo, Ezio trova Jun leggere le sue carte nel suo studio e arrabbiato la caccia. In seguito, resosi conto di esser stato troppo brusco, le permette di aiutarlo nella vendemmia, accompagnandolo a far compere a Firenze. Lì, Ezio aiuta Jun a comprendere il significato dell'essere Assassini. Terminate le compere, i due vengono intercettati da alcuni soldati dell'imperatore Jiajing, eliminati da Jun dopo un breve scontro. Tornati alla villa, quella notte Ezio e Jun vengono attaccati di nuovo da altri soldati; sconfitti anch'essi, la mattina seguente Shao Jun decide di partire. Ezio le dà quindi uno scrigno misterioso, dicendole che l'avrebbe aiutata in futuro, solo nel caso avesse perso la strada.
Tempo dopo, nel 1524, Ezio decide di accompagnare Sofia e Flavia a Firenze dopo aver terminato di scrivere una lettera. Arrivati, Ezio si siede su una panchina nelle vicinanze, mentre la moglie e la figlia acquistano degli alimenti. Nel frattempo, un giovane si siede vicino a Ezio, denigrando Firenze. Ezio gli dice tuttavia che il suo problema non è Firenze, ma viene colto da un malore. Vedendo ciò, il giovane stringe la mano di Ezio dicendogli di farsi coraggio, nel voltarsi il ragazzo mostra una cicatrice sulla guancia sinistra e dopo un misterioso scambio di sguardi consiglia a Ezio di riposarsi e si allontana. Ezio si gira quindi verso la moglie e la figlia, morendo serenamente. La lettera scritta poco prima di uscire era indirizzata alla moglie Sofia.